# بيتر إل. بيرنستاين
بيتر إل. بيرنستاين (بالإنجليزية: Peter L. Bernstein)‏ هو اقتصادي أمريكي، ولد في 22 يناير 1919، وتوفي في 5 يونيو 2009 بسبب ذات الرئة.